# جمال ليمام
جمال الدين ليمام  مواليد 11 يونيو 1967 في تونس، هو لاعب كرة قدم تونسي دولي سابق كان يلعب كمهاجم.
بدأ مسيرته في الملعب التونسي على غرار شقيقه الكبير نجيب ثم تحول للعب في بلجيكيا (ستاندارد لييج) وألمانيا (آينتراخت براونشفايغ) فالسعودية (اتحاد جدة) قبل أن يعود لتونس لينضم من الجديد للملعب التونسي. انتقل بعدها للعب مع النادي الإفريقي حيث فاز معه بكأس تونس 1998 و2000 وبطولة الأندية العربية لأبطال الدوري 1997 أمام الأهلي المصري. عاد إلى الملعب التونسي مرة أخرى وحاز معه البطولة العربية للأندية الفائزة بالكؤوس 2001 ضد نادي الهلال السوداني وكأس الرابطة التونسية المحترفة لكرة القدم 2002. اختتم مسيرته الرياضية مع الإفريقي في موسم 2002-2003.

## المسيرة الاحترافية

### أندية لعب لها
- ستاندارد لييج
- آينتراخت براونشفايغ
- نادي الاتحاد السعودي
- نادي الملعب التونسي
- النادي الإفريقي

## روابط خارجية
- جمال ليمام على موقع الاتحاد الدولي (مؤرشف)  (الإنجليزية)
- جمال ليمام على موقع قاعدة بيانات كرة القدم.إي يو (الإنجليزية)
- جمال ليمام على موقع بيانات كرة القدم. دي إي (الألمانية)
- جمال ليمام على موقع ناشيونال فوتبول تيمز (الإنجليزية)
- جمال ليمام على موقع عالم كرة القدم.نت (الإنجليزية)
- جمال ليمام على موقع أوليمبيديا (الإنجليزية)